# Devínska Nová Ves (stacja kolejowa)
Devínska Nová Ves – stacja kolejowa położona w dzielnicy Devínska Nová Ves, włączonej w 1971 do Bratysławy, na Słowacji. Stacja została otwarta 20 sierpnia 1848 jako część linii z Wiednia i mimo włączenia ją w granice administracyjne Bratysławy zachowała oryginalną nazwę. 27 września 1891 otwarto linię przez Kúty do Skalicy.
Od stacji odchodzą bocznice do fabryki samochodów Volkswagen.

## Linie kolejowe
- 100 Bratislava–Marchegg
- 110 Devínska Nová Ves – Skalica